# Arthur Minks
 Arthur Minks (24 de diciembre de 1846, Hamburgo - 5 de diciembre de 1908, Stettin) fue un médico, botánico, y micólogo alemán, que trabajó extensamente en la "Flora de Schleswig-Holstein", y proporcionando muchas contribuciones a "Flora Danica".

## Algunas publicaciones
- 1879. Das Microgonidium: Ein Beitrag zur Kenntnis des wahren Wesens der Flechten. Basilea

- 1873. Leptogium corniculatum (Hoffm.) Minks. Flora 56: 353-365, tab.

### Libros
- 1895. Die protrophie; eine neue Lehensgemeinschaft, in ihren auffälligsten Erscheinungen. vi + 1 plancha + 247 pp.

- 1893. Die Syntrophie, eine neue Lebensgemeinschaft, in ihren merkwürdigsten Erscheinungen. Vol. 2, 132 pp.

- 1881. Symbolae licheno-mycologicae: Beiträge zur Kenntniss der Grenzen zwischen Flechten und Pilzen. Ed. T. Fischer, 	273 pp.

- 1880.  Morphologisch-lichenographische Studien, 54 pp.

## Honores
- 1900: elegido miembro de la Academia Alemana de Científicos Naturales Leopoldina[cita requerida]

- La abreviatura «Minks» se emplea para indicar a Arthur Minks como autoridad en la descripción y clasificación científica de los vegetales.[5]